# Zemarchus
Zemarchus ou Zemarchos, également Zémarque ou Zémarche est un aristocrate byzantin et un diplomate, vivant au VIe siècle, connu pour avoir été l'émissaire de l'empereur Justin II auprès des Göktürks lors d'une mission diplomatique particulièrement lointaine pour l'époque. Rapportée de manière assez détaillée par les sources byzantines, elle permet d'approcher les conditions de la diplomatie byzantine d'alors autant qu'elle offre un aperçu du monde nomade et de sa perception par les Byzantins. Si Zémarque parvient à nouer de bons contacts avec les Göktürks et à rentrer à Constantinople non sans quelques péripéties, aucune alliance concrète n'est conclue à cette occasion, même si les contacts demeurent, oscillant entre début d'hostilité et recherche d'alliance.

## Biographie

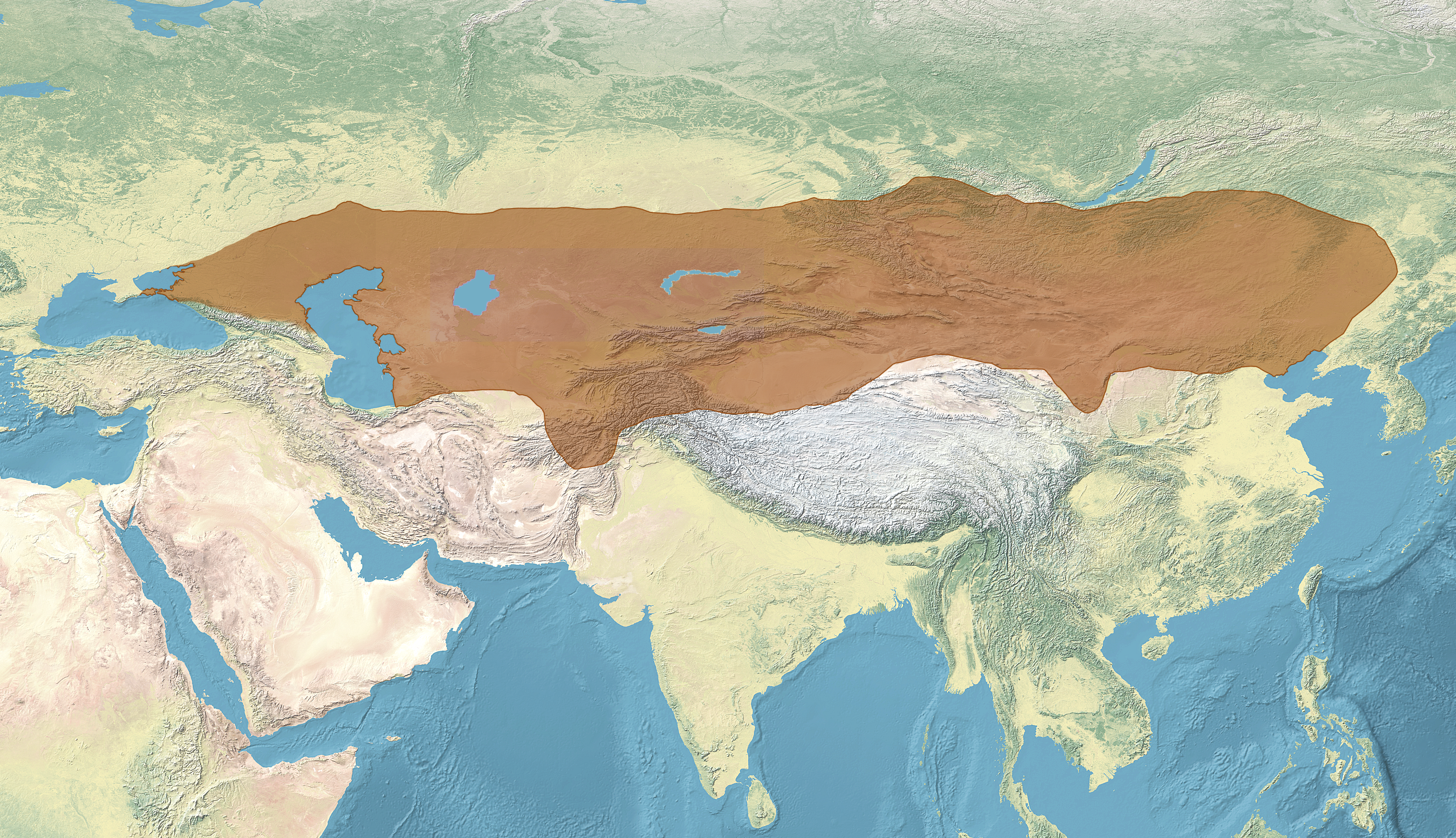
Carte du Premier Khaganat turc au faite de sa puissance, s'étendant jusqu'à la Crimée où l'Empire byzantin dispose de quelques points d'appui.

### Des homonymes?
La biographie de Zemarchus est entourée d'un voile d'incertitudes. Ainsi, un Zemarchus est connu comme préfet de Constantinople avant 560, avant de devenir comte d'Orient et de réprimer une révolte à Antioche puis de redevenir préfet en 565. D'autres personnages sont des homonymes dont un qui est curateur des palais sacrés dans les années 560 et dont le nom apparaît sur des poids en bronze mais il n'est pas possible d'être certain qu'il s'agisse à chaque fois du même homme.
C'est principalement par le récit de Ménandre le Protecteur que cette ambassade est connue. Toutefois, d'autres chroniqueurs byzantins ont repris des éléments de ce voyage, comme Théophane de Byzance dont l'essentiel de la chronique historique a été perdue mais pas certains éléments à propos des relations entre Byzantins et Turcs au VIe siècle. Jean d'Éphèse rapporte aussi des points complémentaires au récit de Ménandre, en particulier sur le dîner entre Zémarchus et le khagan des Göktürks.

### Contexte de l'ambassade
Concernant l'ambassadeur, il est originaire de Cilicie et de rang sénatorial, ce qui en fait un membre de l'aristocratie impériale. Il sert également comme magister militum en Orient. Dans les années 568-569, l'empereur Justin II mène une intense diplomatie contre les Sassanides, rivaux des Byzantins en Orient. Il tente notamment de s'allier avec les Göktürks, puissant empire nomade d'Asie centrale qui a émergé en quelques décennies pour devenir également un rival des Sassanides. Dès 563, de premiers contacts sont attestés avec l'Empire alors gouverné par Justinien, qui reçoit des émissaires l'enjoignant à ne pas s'allier aux Avars. Ces Göktürks envoient ensuite une ambassade à Constantinople en 568-569, menée par un certain Manakh, proposant notamment des facilités commerciales dans commerce de la soie, alors que les Byzantins tentent de sortir de leur dépendance à ce sujet à l'égard des Perses. Néanmoins, avec le développement d'une culture locale du ver à soie, les Byzantins sont surtout intéressés par l'idée d'une alliance militaire. Ainsi, Justin II charge Zemarchus de raccompagner Manakh en Sogdiane et de relayer la parole impériale à la cour des Göktürks. 

### Le voyage vers les Göktürks
Si des relations entre l'Empire romain puis byzantin sont attestées jusqu'aux abords de la Chine, Zemarchus semble le premier dignitaire officiel à se rendre au cœur de l'Asie centrale. Le récit de son voyage tient beaucoup à Ménandre le Protecteur qui indique qu'il part en août 569 pour un an, tandis que Jean d'Éphèse date son retour de 571. Il n'emprunte pas la route septentrionale par la Crimée, en raison de l'influence des Avars, rivaux des Byzantins autant que des Göktürks mais passe plutôt par le nord du Caucase puis la mer Caspienne. Zemarchus rencontre Istämi, le chef des Göktürks, près d'une montagne appelée Ektag ou la Montagne Dorée, qui se réfère possiblement au massif de l'Altaï, à celui de Tien Shan ou bien métaphoriquement au centre du pouvoir göktürk. Par ailleurs, d'autres sources, notamment chinoises et archéologiques, laissent à penser que c'est dans le bassin de l'Ili que les Gökturks ont leur capitale. Selon le récit rapporté par Ménandre, Zemarchus participe à un rituel de purification par le feu :
« Certains autres membres de leur tribu firent alors leur apparition : ils se présentèrent comme exorcistes chassant les mauvaises influences et allèrent à la rencontre de Zemarchus et de ses compagnons. Ils se saisirent de tous les bagages qu'ils transportaient avec eux et les disposèrent sur le sol. Ils mirent ensuite le feu à des branches, chantèrent dans un dialecte barbare tout en faisant grand bruit avec des cloches et des tambours, agitèrent au-dessus des bagages les rammeaux enflammés qui crépitaient, pui, pris de frénésie et agissant comme sous l'effet de la folie, s'imaginèrent qu'ils repoussaient ainsi les mauvais esprits. »

### Le séjour chez les Göktürks
Selon Jean d'Ephèse, le chef göktürk aurait tiré une grande affliction de la venue de Zémarque car une prophétie aurait relié l'arrivée d'une ambassade romaine avec la fin du monde. En tout, Zémarque est reçu trois fois par Istämi, dans différents endroits mais toujours entouré d'un certain luxe. La première fois, il est assis sur un trône en or et Zémarque lui offre des cadeaux diplomatiques d'une haute valeur. Selon Ménandre le Protecteur, il aurait tenu le discours suivant : 
« Chef de si nombreuses nations, notre grand empereur, voulant répondre à votre amitié pour les Romains, vous souhaite, par l'entremise de son ambassadeur, une prospérité inaltérable. Puissiez-vous dompter tous vos ennemis et revenir chargé de leurs dépouilles ! Loin de nous la jalousie, qui peut rompre les liens de l'amitié ! Nous tenons pour amie la nation des Turcs et tous ses vassaux; usez des mêmes sentiments à notre égard. »
Lors de son séjour, Zémarque et sa suite sont particulièrement bien traités et témoignent de l'étalage de richesses dont fait preuve Istämi. Il lui aurait notamment présenté une esclave décrite comme d'ethnie Kherkhir, un terme que les historiens rattachent parfois aux Kirghizes. Les descriptions laissent apparaître un mode de vie typiquement nomade avec des campements de tentes. Les Göktürks semblent également consommer une forme d'alcool qui pourrait être de l'alcool de riz voire du koumis. Par la suite, Zémarque accompagne le dirigeant étranger vers une campagne contre les Sassanides, se rendant possiblement dans sa résidence d'hiver. Toutefois, sur le chemin, Istämi reçoit un émissaire perse qu'il traite bien moins chaleureusement que Zémarque. Au cours des échanges, l'ambassadeur perse tente de faire comprendre à Istämi que les Byzantins sont tributaires des Sassanides, ce à quoi Zémarque aurait répondu que l'Empire romain s'est emparé par le passé de Ctésiphon, notamment sous Trajan. Surtout, Istämi se montre condescendant envers l'émissaire perse qui lui-même perd sa contenance, ce qui est peut-être le but recherché par le souverain turc pour justifier son action guerrière. Quoi qu'il en soit, les Perses en tirent prétexte eux-mêmes pour justifier leurs velléités bellicistes à l'égard des Byzantins.

### Le voyage de retour
Après cet épisode, Zémarque repart pour Constantinople. Ménandre le Protecteur donne quelques détails sur le voyage de retour. Il n'est pas accompagné de Manakh, entretemps décédé mais par un autre émissaire turc. En chemin, il se serait arrêté dans une cité nommée Kholiatai, qu'il est difficile d'identifier mais possiblement liée à la région du Khwarezm ou celle de Qarluq. Durant son séjour de trois jours, Zémarque aurait fait l'objet d'une grande curiosité mais seule l'élite locale aurait eu l'autorisation de le rencontrer.
Dans le but d'informer Constantinople de son retour, il envoie un certain Georges accompagné de plusieurs Turcs qui relie la capitale byzantine par une voie plus rapide que celle empruntée par Zémarque mais qui est difficilement identifiable, décrite comme désertique et aride. Il pourrait s'agir d'un trajet à travers la grande steppe eurasienne au nord des mers Noire et Caspienne. Quant à Zémarque, il aurait cheminé au nord de la Caspienne, franchissant plusieurs fleuves, vraisemblablement l'Emba, l'Oural et la Volga. Un autre fleuve, appelé Kofin dans les sources et qui se jetterait dans un lac, est plus difficile à identifier. Il pourrait s'agir du fleuve Kouma qui se jette également dans la Caspienne mais situé à proximité de terres sous influence perses, il apparaîtrait risquer de s'en approcher. Un autre cours d'eau possible serait alors le Kouban qui se jette sur la façade orientale de la mer d'Azov. Dans tous les cas, Zémarque bifurque ensuite vers le sud pour rejoindre l'Empire par l'extrémité ouest du Caucase. Il aurait notamment échappé à une embuscade tendue par les Sassanides et aurait été reçu par les Alains et leur leader, du nom de Sarosius. Celui-ci l'aurait notamment mis en garde de la présence perse en Svanétie. Pour tromper celle-ci, Zémarque envoie quelques porteurs dans leur direction et lui part dans une autre. Une fois arrivé en terres byzantines, près du fleuve Phasis, Zémarque rejoint Trébizonde par bateau puis aurait emprunté les voies romaines jusqu'à Constantinople.

### Des résultats fragiles
Les résultats tangibles de cette ambassade restent d'ampleur limitée alors qu'en 572, l'Empire byzantin rentre frontalement en guerre avec les Sassanides après des années de montée des tensions et de manœuvres diplomatiques aux marges des deux empires. Toutefois, les contacts noués perdurent quelque peu. En 576, sous la régence du futur Tibère II Constantin, une nouvelle ambassade est menée par Valentinus alors que les Göktürks s'approchent aux environs directs de la Crimée byzantine. Cette fois, les relations sont plus tendues et achoppent notamment sur le souhait des Byzantins de ne pas entrer trop ouvertement en guerre contre les Avars, adversaires des Göktürks. Quelques années plus tard, les Göktürks prennent Bosporus d'assaut. Plus largement, la distance autant que le contentieux autour des relations avec les Avars font partie des raisons qui expliquent la faiblesse de l'alliance. Quoi qu'il en soit, ces échanges démontrent les connexions possibles à longue distance entre des empires qui partagent des frontières communes avec un rival commun et se placent tous deux sur une route commerciale commune, en l'occurrence les routes de la soie. Dans les années 620, en pleine guerre avec les Sassanides et alors qu'ils sont en grande difficultés, les Byzantins menés par Héraclius parviennent cette fois à une alliance concrète avec les Göktürks, qui lancent un raid sur les arrières des Sassanides, contribuant au reflux et à la défaite finale de ces derniers.